# 高柳贤三
高柳贤三（日语：高柳 賢三/たかやなぎ けんぞう，1887年5月11日—1967年6月11日），日本的法学家，大正、昭和时期英美法系的代表人物。曾担任鸠山一郎内阁的宪法调查委员会的会长。